# GeoWorks
GeoWorks, ou PC/GEOS, est une interface graphique pour les compatibles PC créée par la société Berkeley Softworks, connue plus tard sous le nom de GeoWorks.
La première version de GeoWorks est sortie en 1990. Elle offrait des performances impressionnantes pour l'époque : interface graphique à icônes (basée sur Motif), polices vectorielles, multitâche, et ce même sur PC/XT. Ses performances étaient excellentes en comparaison de Windows 3.0 car GeoWorks était programmé directement en assembleur.
À l'époque, GeoWorks était livré d'origine avec de nombreux PC, mais il céda en fin de compte la place à Windows, de même que les autres interfaces graphiques alternatives comme GEM.
Cet échec est dû en partie à la difficulté de réaliser des programmes pour GeoWorks : les manuels coûtaient à eux seuls 1 000 dollars, et de plus, il était nécessaire d'utiliser deux ordinateurs reliés par port série. Pour couronner le tout, la première version du kit de développement ne fonctionnait que sur une station Sun SPARC, beaucoup plus onéreuse qu'un PC. La version PC du kit de développement ne fut disponible que plus tard. En comparaison, il était relativement aisé de programmer sous Windows.

## GeoWorks Ensemble
Le logiciel était commercialisé sous forme d'une suite bureautique appelée (GeoWorks Ensemble), qui comprenait à la fois l'environnement graphique (PC/GEOS) et quelques logiciels (gestionnaire de fichiers GeoManager, traitement de textes GeoWrite, logiciel de dessin vectoriel GeoCalc, plus quelques accessoires de bureau). Ces logiciels étaient simples, mais fiables et soignés.
Versions de GeoWorks Ensemble :
- 1990 : OS/90 (version bêta)
- 1990 : GeoWorks 1.0
- 1991 : GeoWorks 1.2
- 1992 : GeoWorks 1.2 Pro (livré avec le tableur Borland Quattro Pro adapté à PC/GEOS)
- 1992 : GeoWorks DTP
- 1992 : GeoWorks CD Manager
- 1993 : GeoWorks Ensemble 2.0 (nouveau noyau PC/GEOS 2.0)
- 1993 : Geopublish 2.0

- date inconnue : GeoWorks ENSEMBLE version 2.1 (dos 6.22)

GeoWorks Ensemble était diffusé en France par l'entreprise The Disk Company.
Par la suite, la société GeoWorks a abandonné le marché des ordinateurs de bureau pour se concentrer sur les appareils mobiles. Ainsi, GeoWorks s'est retrouvé sur certains téléphones Nokia (9000 et 9110).

## Tentatives de réintroduction
À la fin des années 1990, la société New Deal reprit le développement du logiciel, ce qui conduisit à la version 3 de PC/GEOS. Différents paquetages bureautiques furent proposés entre 1996 et 2000, sous le nom de New Deal Office. L'objectif était de séduire les possesseurs de vieux ordinateurs, incapables de faire fonctionner Windows 95 ou 98. Cet ensemble de logiciel (traitement de texte, base de données, tableur, modem, fax, réseau téléphonique) fonctionnait sous DOS avec environnement "style graphique", et souris compatible !.
Après la faillite de New Deal, les droits furent repris par l'entreprise Breadbox, qui commercialisa PC/GEOS version 4 sous le nom de Breadbox Ensemble.
Après le décès du propriétaire de Breadbox, la majorité du code source fut placé sous licence open source Apache 2.0. Elle se trouve en ligne sur Github. Une équipe travaille à en faire un système autonome, indépendant des quelques composants propriétaires de Breadbox qui ne peuvent pas être mis en open source.